# Zona prohibida (França)
Zona prohibida (en francès zone interdite) és la denominació que se li va donar a dos dels territoris establerts pel III Reich a la França ocupada durant la Segona Guerra Mundial. Després de la signatura de l'armistici del 22 de juny de 1940, dues zones de la França ocupada van passar a qualificar-se de zona prohibida :
- la zona reservada, o zona de reserva, o zona nord-est,
- la zona costanera.

## La zona reservada
La línia del Nord-est (Nordost Linie en alemany) o línia negra (igualment anomenada « línia del Führer »), va ser creada el 7 de juliol de 1940 i va començar a funcionar el 20 de juliol del mateix any, estenent-se des del departament del Somme a la frontera suïssa.
Els departaments del Nord i del Pas de Calais van passar a dependre del govern militar de Brussel·les. Les regions de la Mosel·la i l'Alsàcia es van annexar a l'Imperi alemany.
La resta d'aquesta vasta extensió de territori al nord i a l'est de França ocupada esdevingué «zona prohibida» o «zona reservada». Comprenia:
- el nord dels departaments del Somme, de l'Aisne, de les Ardenes,
- Lorena (fora del Mosel·la annexada); Vosges, Mosa, Meurthe-i-Mosel·la,
- el Franc Comtat : Territori de Belfort, Doubs, Alta Saona el nord del Jura,
- la meitat est de l'Alt Marne, i alguns municipis del Marne i de la Costa-d'Or,
- el País de Gex, al departament de l'Ain,
- sis municipis d'Alta Savoia (fins al 24 d'agost de 1941).

Aquests territoris esdevinguts «zones reservades» eren destinats a esdevenir zones de poblament alemany (Hitler desitjava la constitució d'un territori germanitzat que jugués el rol de zona-tampó a l'oest d'Alemanya). Es va provar de dur a terme una colonització agrícola, particularment a les Ardenes i el nord del Mosa, on 170.000 i 11.300 explotacions van quedar sota control alemany.
La tornada dels habitants de la zona prohibida va quedar prohibit per ordre del comandament suprem de l'exèrcit del Reich alemany del 9 de juliol, decisió del govern de Vichy va ser informat el 20 de juliol. Aquesta prohibició només s'aplicava als refugiats francesos, no als belgues, holandesos i luxemburguesos (aproximadament 1.500.000 persones), autoritzats a franquejar la línia del nord-est. El passatge dels menors d'edat cap a les zones mineres del Nord i del Pas de Calais també es va autoritzar. Fins a l'1 de novembre es van concedir autoritzacions de pas als tècnics, obrers qualificats, caps d'empresa, empleats dels transports i a certs funcionaris. Després d'aquesta data de novembre de 1940, la línia del nord-est va quedar hermèticament tancada. Van quedar 250.000 refugiats de les regions nord en zona ocupada i 350.000 en zona lliure (sobre 1.000.000 de refugiats que havien marxat de la zona prohibida el juny de 1940). Al maig 1941, el règim d'ocupació es va flexibilitzar, autoritzant l'entrada de persones considerades útils a l'economia i de famílies que havien quedat separades. El 18 de desembre de 1941, el comandament militar va suprimir els punts de control. Els refugiats van ser autoritzats a tornar, a partir d'aquesta data, sense més restriccions. La prohibició de traspassar la línia divisòria entre zones, es manté, de jura, fins a l'1 de març de 1943. Els clandestins no-jueus aturats per un punt de control havien d'afrontar una multa de 300 francs abans de ser autoritzats a seguir amb el seu viatge.

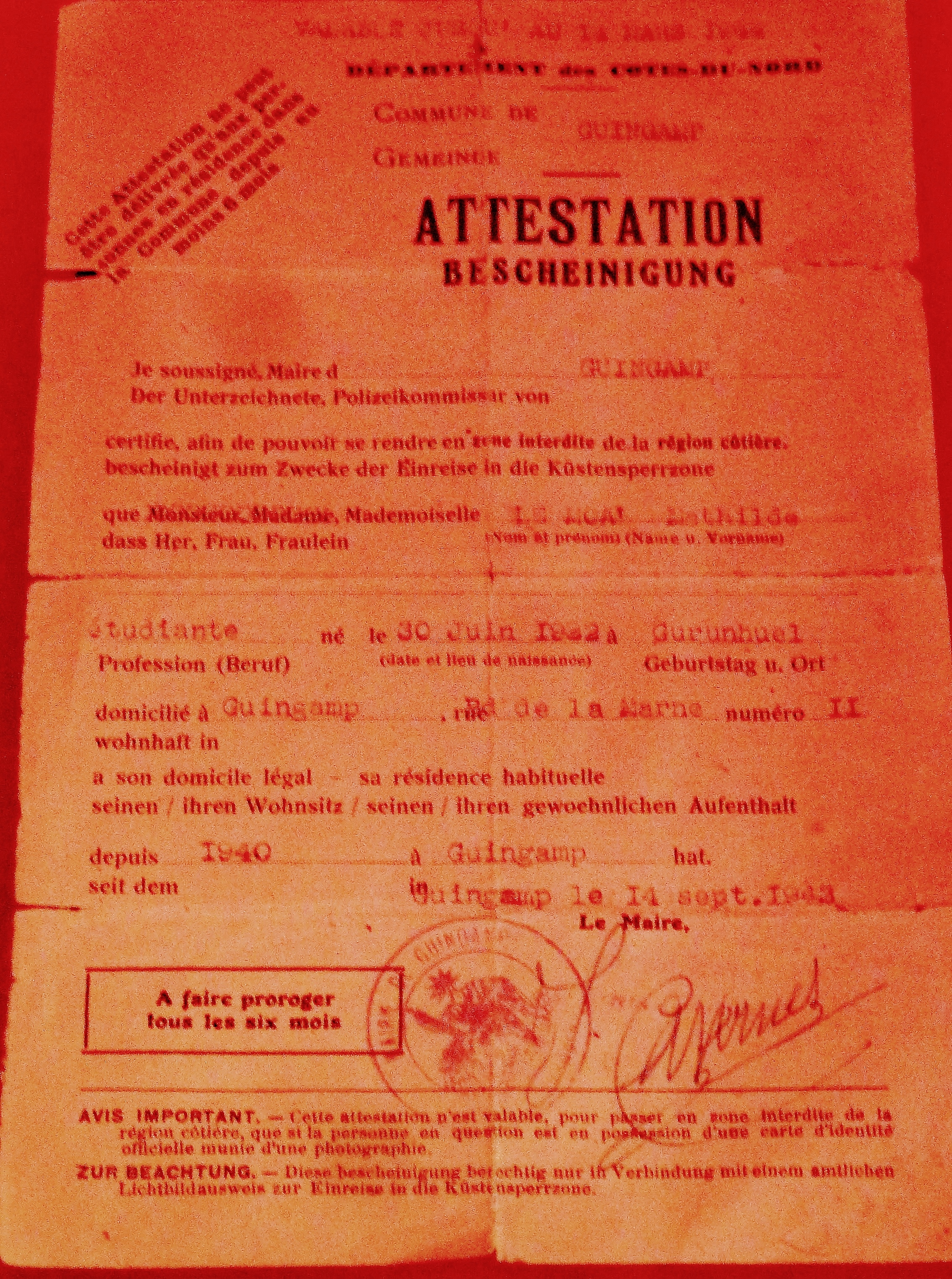
Testimoni de les autoritats alemanyes d'ocupació permetent a una persona de penetrar en zona prohibida (Museu de la Resistència en Argoat, Saint-Connan).

## La zona costanera
La zona costanera prohibida va quedar establerta a partir d'abril de 1941. Es tractava d'una franja de terra, de 20 a 30 quilòmetres d'amplària, de Dunkerque a Hendaia al llarg de les costes del mar del Nord, del Canal de la Mànega i de l'oceà Atlàntic, que anava de la frontera belga a la frontera espanyola. Aquesta zona es va crear per facilitar la defensa costanera durant la construcció del mur de l'Atlàntic.
Es va publicar un reglament precís de funcionament el 20 d'octubre de 1941. Les credencials per entrar a la zona costanera només es lliuraven als no residents en els casos de defuncions, de malaltia greu, de casament o del naixement. Les persones que contradeien les disposicions s'enfrontaven a penes de presó i, en els casos més greus, a la pena de mort.

## La zona alsaciana
El 22 de setembre de 1942, a regió d'Alsàcia annexada a Alemanya, es publicà una ordenança que va crear, al llarg de la serralada dels Vosges i de la frontera suïssa, una zona prohibida, d'una amplada de tres quilòmetres. Aquesta zona quedava prohibida a tota persona més gran de quinze anys i és la conseqüència de les evasions de molts presoners de guerra, i dels joves que a partir de 1941 quedaven obligats a servir a les organitzacions de treball obligatori o a la incorporació de força a l'exèrcit alemany, així com a la fugida a través de l'Alsàcia de personalitats com el general Henri Giraud o el diputat Robert Schuman.